# Wadd
Wadd (arabiska: وَدّ) var en förislamsk arabisk gud. 
Han var kärlekens, godhetens och tillgivenhetens (vänskapens) gud. 
Ormar ansågs vara Wadds heliga djur.
Han var kungariket Ma'ins nationalgud. 
Hans tempel förstördes av Khalid ibn al-Walid på order av Muhammed.